# Noemi Benz
Noemi Benz (Zurigo, 31 gennaio 2004) è una calciatrice svizzera, portiere del Sassuolo e della nazionale svizzera.

## Statistiche

### Presenze e reti nei club
Statistiche aggiornate al 1º agosto 2025.
| Stagione        | Squadra         | Campionato      | Campionato | Campionato | Coppe nazionali | Coppe nazionali | Coppe nazionali | Coppe internazionali | Coppe internazionali | Coppe internazionali | Altre coppe | Altre coppe | Altre coppe | Totale | Totale |
| Stagione        | Squadra         | Comp            | Pres       | Reti       | Comp            | Pres            | Reti            | Comp                 | Pres                 | Reti                 | Comp        | Pres        | Reti        | Pres   | Reti   |
| --------------- | --------------- | --------------- | ---------- | ---------- | --------------- | --------------- | --------------- | -------------------- | -------------------- | -------------------- | ----------- | ----------- | ----------- | ------ | ------ |
| 2020-2021       | Zurigo          | WSL             | 4          | -2         | CS              | 2               | 0               | UWCL                 | 0                    | 0                    | -           | -           | -           | 6      | -2     |
| 2021-2022       | Zurigo          | WSL             | 2          | -1         | CS              | 2               | -1              | UWCL                 | 0                    | 0                    | -           | -           | -           | 4      | -2     |
| 2022-2023       | Aarau           | WSL             | 17+3       | -44-13     | CS              | -               | -               | -                    | -                    | -                    | -           | -           | -           | 20     | -53    |
| 2023-2024       | Zurigo          | WSL             | 16+5       | -16-7      | CS              | -               | -               | UWCL                 | 3                    | -9                   | -           | -           | -           | 24     | -32    |
| 2024-2025       | Zurigo          | WSL             | 18+4       | -25-5      | CS              | 4               | -1              | -                    | -                    | -                    | -           | -           | -           | 26     | -31    |
| Totale Zurigo   | Totale Zurigo   | Totale Zurigo   | 49         | -56        | -               | 8               | -2              | -                    | 3                    | -9                   | -           | -           | -           | 60     | -67    |
| 2025-2026       | Sassuolo        | A               | -          | -          | CI              | -               | -               | -                    | -                    | -                    | AWC         | -           | -           | -      | -      |
| Totale carriera | Totale carriera | Totale carriera | 69         | -113       | -               | 8               | -2              | -                    | 3                    | -9                   | -           | -           | -           | 80     | -124   |

## Palmarès

### Club
- Campionato svizzero: 1

Zurigo: 2021-2022
- Coppa Svizzera: 2

Zurigo: 2021-2022, 2024-2025